# Ecpoma
Ecpoma é um género botânico pertencente à família Rubiaceae.